# Lou ! Journal infime
Cet article concerne le film. Pour la bande dessinée, voir Lou !.
Pour les articles homonymes, voir Lou.
Pour plus de détails, voir Fiche technique et Distribution.
Lou ! Journal infime est une comédie franco-belge écrite et réalisée par Julien Neel, sortie en 2014. Il est l'adaptation de ses quatre premiers tomes de la série de bande dessinée Lou !, dont le premier tome est intitulé Journal infime.
Il est sélectionné et projeté en avant-première au Mega CGR lors du Festival du film francophone d'Angoulême 2014.

## Synopsis
Lou est une jeune collégienne de douze ans, créative et rêveuse. Elle vit seule avec sa mère, qui a mis de côté sa vie de femme pour se consacrer à l’épanouissement de sa fille et à sa passion pour le jeu vidéo. Lou est obnubilée par son voisin Tristan, jeune garçon taciturne et romantique joueur de guitare, elle délaisse peu à peu sa bande de copains marginaux, tandis que sa mère entame une renaissance amoureuse aux accents dramatiques.

## Fiche technique
- Titre original : Lou ! Journal infime
- Réalisation : Julien Neel
- Scénario : Marc Syrigas et Julien Neel, d'après sa série de bande dessinée Lou !
- Musique : Julien Di Caro
- Direction artistique : Sylvie Olivé
- Décors : Matthieu Beutter
- Costumes : Olivier Bériot
- Photographie : Pierre Milon
- Montage : Yannick Kergoat
- Production : Bruno Levy, Harold Valentin, Aurélien Larger
- Sociétés de production : Move Movie, Mother Production, France 2 Cinéma et Cinéfrance 1888, en association avec la SOFICA Indéfilms 2
- Sociétés de distribution : Studiocanal
- Budget : 8 000 000 €
- Pays de production :  France -  Belgique
- Langue originale : français
- Format : couleur
- Genre : comédie
- Durée : 104 minutes
- Dates de sortie :
  - France : 24 août 2014 (Festival du film francophone d'Angoulême)[1] ; 8 octobre 2014 (sortie nationale)
  - Belgique : 8 octobre 2014

## Distribution
- Lola Lasseron : Lou
- Kyan Khojandi : Richard
- Ludivine Sagnier : la mère de Lou
- Nathalie Baye : la grand-mère de Lou
- Joshua Mazé : Tristan
- Eden Hoch : Mina
- Lily Taïeb : Marie-Émilie
- Léa Nataf : Karine
- Virgile Hurard : Jean-Jean
- Téo Yacoub : Preston
- Sacha Vassort : Manolo
- Anne Agbadou-Masson : Jocelyne, la mère de Mina
- Winston Ong : Gino
- Julie Ferrier : Sophie, la mère de Marie-Émilie
- François Rollin : Henry, le père de Marie-Émilie
- Pierre Rousselet : Robert, le père de Mina
- Adrien Ménielle : Invité de Richard

## Production

### Développement
Variety dévoile, en septembre 2013, le projet de Studio Canal sur l'adaptation de la série de bande dessinée Lou ! de l'auteur Julien Neel en tant que, lui-même, scénariste et réalisateur sous la production Move Movie de Bruno Lévy en compagnie du producteur Harold Valentin de Mother Production et qu'exceptionnellement Marc Syriga partage le scénario.
Pour revenir en arrière, l'auteur Julien Neel avait toujours rêvé de se lancer dans la cinématographie avant même la bande dessinée : « Ce sont deux façons de raconter des histoires, si ce n'est que la BD coûte beaucoup moins cher », confie l'auteur. Après quelques propositions de producteurs voulant acheter les droits durant trois ans, le producteur Harold Valentin s'intéresse vite à Lou ! et, tout en ignorant le succès de la bande dessinée, appelle l'agent de Julien Neel pour la possibilité de cette adaptation à l'écran en l'assurant, avec Bruno Lévy, que la réalisation sera confiée à l'auteur.
L'auteur écrit donc le scénario et se trouve dans des difficultés telles qu'adaptant les quatre premiers tomes, « ce qui marche en bande dessinée ne marche pas forcément au cinéma » il délaisse quasiment le tome 2, Mortebouse, et fait apparaître les personnages des derniers volumes, tout en gardant la « couleur de l'irréel » dans le monde de Lou où « on ne peut identifier ni la ville ni l'époque » souligne le journaliste Bertrand Ruiz du Sud Ouest.

### Choix de la distribution
En septembre 2013, divers médias rapportent que Kyan Khojandi, Ludivine Sagnier (alors enceinte de son troisième enfant, et ce pendant toute la durée du tournage) et Nathalie Baye sont annoncés au casting, ainsi que Lola Lasseron pour le rôle-titre.

### Tournage
L'équipe de la production Move Movie tourne à partir du 28 octobre 2013 aux studios de Bry-sur-Marne et à Paris, dont plusieurs scènes ont été tournées au lycée Jules Verne de Cergy[réf. souhaitée]. Le tournage s'est achevé le 17 janvier 2014.
Selon AlloCiné, le décor reste « fidèle à l'univers fantaisiste dépeint » dans l’œuvre de l'auteur de la bande dessinée, misant « sur une esthétique digne de Michel Gondry, pop et colorée, empreinte d'une certaine poésie ».

### Promotion
La bande annonce est dévoilée en mi-août 2014, où les acteurs Ludivine Sagnier, Nathalie Baye et Kyan Khojandi se montrent méconnaissables.
Lou ! Journal infime est sélectionné et projeté en avant-première le 24 août 2014 au Mega CGR lors du Festival du film francophone d'Angoulême. Il sort officiellement le 8 octobre 2014 dans les salles.

## Accueil

### Accueil critique
Le film est reçu plutôt positivement de la part des spectateurs avec une note de 3,2/5 sur AlloCiné, mais est un échec de la part de la presse avec une note de 2,2/5. Les journaux L'Express et Le Monde lui attribuent la pire notation de leur classement, critiquant notamment son apparence, ses « décors XXL version brocante en sucre d'orge », son aspect de « film carton-pâte »,. La Croix en fait une critique mitigée, estimant le jeu d'acteur mauvais pour les jeunes actrices mais saluant le choix des acteurs adultes, plus connus.

### Box-office
Le film est un échec commercial avec seulement 130 509 entrées, bien loin des 800 000 entrées qu'il aurait fallu pour que le film rembourse son budget.

### Distinctions
- Festival du film francophone d'Angoulême 2014 : sélection « Les avant-premières »[1]